# Craterocyphus magnificus
Craterocyphus magnificus är en skalbaggsart som beskrevs av Schmidt 1909. Craterocyphus magnificus ingår i släktet Craterocyphus och familjen Aphodiidae. Inga underarter finns listade i Catalogue of Life.